# Gboard
Gboard (o teclado do Google) é um aplicativo de teclado virtual desenvolvido pela Google para dispositivos Android e iOS. Com novas diretrizes de Material Design, Gboard estreou como uma grande atualização para o já estabelecido aplicativo Teclado do Google.
Gboard usa recursos da  Pesquisa do Google, incluindo resultados da web e preditiva de respostas, para facilitar a busca e o compartilhamento de GIF e emoji conteúdo, um aprendizado de máquina para sugerir a próxima palavra, dependendo do contexto, e multilíngue de suporte de idioma. Atualizações para o teclado ativa a funcionalidade adicional, incluindo sugestões de GIF, opções para uma cor escura de tema ou adicionar uma imagem pessoal como o teclado de fundo, suporte para ditado de voz, próxima frase de previsão, e desenhados à mão, reconhecimento de emoji. Na época de seu lançamento no iOS, o teclado só é oferecido suporte para o idioma inglês, com mais idiomas sendo gradualmente adicionados nos meses seguintes, enquanto que no Android, o teclado continha suporte a mais de 100 idiomas no momento do lançamento.

## História
Base do Teclado do Android KitKat, o teclado do Google foi lançado em 25 de julho de 2014 no Android Lollipop,
Em 25 de janeiro de 2015 foi listado sua página na Play Store.
Em 12 de maio de 2016 foi lançado como Gboard no iOS, seguido por uma adequação do nome Gboard em dezembro de 2016 na versão Nougat do Android, estreando uma grande atualização para o já estabelecido app Teclado do Google.

## Recursos
Gboard é um aplicativo de teclado virtual. Dispõe de Pesquisa do Google, incluindo resultados da web e preditiva de respostas, para facilitar a busca e o compartilhamento de GIF e emoji de conteúdo, e a introdução assistida de digitação motor de sugerir a próxima palavra, dependendo do contexto. Em sua Maio de 2016 lançamento no iOS, Gboard suportado apenas o idioma inglês, apesar de ter apoiado "mais de 100 idiomas" na época de seu lançamento na plataforma Android. O Google afirma que Gboard irá adicionar mais idiomas "nos próximos meses".
Uma atualização para o aplicativo para iOS lançado em agosto de 2016 adicionado francês, alemão, italiano, português e espanhol, línguas, bem como a oferta de "smart GIF sugestões", onde o teclado irá sugerir GIFs relevantes para o texto escrito. O teclado também oferece novas opções para um tema escuro ou adicionar uma imagem pessoal no rolo da câmera como o teclado de fundo. Outra nova actualização em fevereiro de 2017 adicionado croata, checo, dinamarquês, holandês, finlandês, grego, polonês, romeno, sueco, catalão, húngaro, malaio, russo, espanhol latino-americano, e o turco línguas, juntamente com o suporte para o ditado de voz, permitindo que os usuários "toque longo no botão do microfone na barra de espaço e falar". Em abril de 2017, o Google aumentou significativamente a quantidade de Indianos idiomas suportados no Gboard, a adição de onze novas línguas, trazendo o número total de edições de línguas indígenas para vinte e dois.
Em junho de 2017, o aplicativo para Android foi atualizado para oferecer suporte a reconhecimento de mão-extraídas de emoji e a capacidade de prever toda frases em vez de palavras individuais. A funcionalidade está previsto para entrar para a iOS app em um momento posterior.

## Recepção
Nathan Olivarez-Giles de "Wall Street Journal" , elogiou o teclado, particularmente integrado de pesquisa do Google recurso. No entanto, ele observou que o app não oferece atualmente suporte a integração com outros aplicativos no dispositivo, o que significa que consultas como "Comprar o Capitão América ingressos de cinema" enviou-lhe para o navegador da web em vez de um aplicativo para ingressos de cinema instalado no seu telefone. Olivarez-Giles também elogiou a introdução assistida de digitação do motor, afirmando que "sopra passado, a maioria dos concorrentes" e "ele fica mais inteligente com o uso". Ele também descobriu que Gboard "habilmente sugere emojis como você digite palavras". Ele fez notar a falta de um one-handed modo, bem como a falta de opções para alterar a cor ou o tamanho das teclas, por escrito, de que "Se você estiver olhando para personalizar o teclado, Gboard não é para você."